# Estádio Presidente Médici
Estádio Presidente Médici – stadion piłkarski, w Itabaiana, Sergipe, Brazylia, na którym swoje mecze rozgrywa klub Associação Olímpica de Itabaiana.